# Triptycène
Le triptycène est un hydrocarbure aromatique polycyclique dont la structure centrale est le barrelène (en). C'est le produit de la réaction de Diels-Alder entre l'anthracène et le 1,2-didéshydrobenzène, un aryne. Ce composé a une configuration de type « roue à aubes » avec une symétrie D3h.

## Historique
Paul D. Bartlett et son équipe ont publié la synthèse du triptycène en 1942 et l'on nommé d'après « The triptych of antiquity », un livre en trois parties reliées par un axe fixe.

## Synthèse
La synthèse historique du triptycène comportait plus de sept étapes et commençait par la réaction de l'anthracène sur la 1,4-benzoquinone.
Aujourd'hui il est possible de synthétiser le triptycène à partir de l'anthracène et de l'acide anthranilique. Ce dernier réagit avec le nitrite d'amyle pour former in situ un benzyne qui réagira ensuite par réaction de Diels-Alder avec le cycle benzénique central de l'anthracène pour former le triptycène.

## Propriétés et utilisations
Le squelette carboné est très rigide, ce qui fait que le triptycène et ses dérivés, comme les quinones de triptycène quinones, sont incorporés dans de nombreaux composés organiques comme « échafaudage », par exemple dans la production de moteurs moléculaires ou comme ligand, par exemple dans l'hydrocyanation suivante :
Dans cette réaction, le substrat est le butadiène, le réactif la cyanohydrine d'acétone, le catalyseur le Ni(cod)2 et le ligand une organophosphine bidentate avec un grand angle de morsure, sur un échafaudage de trypticène.